# Гондора но Ута
«Гондора но Ута» (яп. ゴンドラの唄 гондора но ута, «Гондольная песня») — японская романтическая баллада каёкёку, написанная в 1915 году и популярная в Японии в период Тайсё. Текст песни был написан Ёсии Исаму, музыка Симпэем Накаямой. Текст песни был впервые опубликован в газете Ёмиури симбун 29 апреля 1915 года. Текст песни представлен, как совет зрелого человека для молодёжи относительно мимолётности молодости и предостережения от упущенных возможностей молодости, до тех пор пока они доступны и до того, как они уйдут с возрастом навсегда.

## Текст песни
| Текст песни на Японском языке いのち短し 恋せよ少女 朱き唇 褪せぬ間に 熱き血潮の 冷えぬ間に 明日の月日は ないものを いのち短し 恋せよ少女 いざ手をとりて 彼の舟に いざ燃ゆる頬を 君が頬に ここには誰れも 来ぬものを いのち短し 恋せよ少女 波に漂う 舟の様に 君が柔手を 我が肩に ここには人目も 無いものを いのち短し 恋せよ少女 黒髪の色 褪せぬ間に 心のほのお 消えぬ間に 今日はふたたび 来ぬものを | В транскрипции Киридзи: иноти мидзикаси кои сэё отомэ акаки кутибиру асэну ма ни ацуки тисио но хэну ма ни асу но цукихи ва най моно во иноти мидзикаси кои сэё отомэ идза тэ во торитэ ка но фунэ ни идза моюру хо во кими га хо: ни коко ни ва тарэ мо кону моно во иноти мидзикаси кои сэё отомэ ками ни тадаё: фунэ но ё: ни ким ига яватэ во вага ката ни коко нива хитомэ мо най моно во иноти мидзикаси кои сэё отомэ куроками но иро асэну ма ни кокоро но хоно: киэну ма ни кё: ва футатаби кону моно во | На Русском: жизнь коротка влюбляйся дева, прежде чем багровое цветение исчезнет с твоих губ, прежде чем потоки страсти охладят в тебе потому что нет такой вещи, как завтра жизнь коротка влюбляйся дева, прежде чем его руки возьмут свою лодку, прежде чем румянец его щек исчезает потому что нет человека который приходит сюда жизнь коротка влюбляйся дева, прежде чем лодка уплывет на волнах, прежде чем рука, лежащая на твоём плече, станет хрупкой, потому что здесь нет места для взгляда других жизнь коротка влюбляйся дева, прежде чем вороньи локоны начнут угасать, прежде чем пламя в твоём сердце начнёт потухать на сегодня, когда его уже нет, она никогда не придет снова |

## Музыка
Музыка написана в три четверти, как меланхоличный вальс в минорной тональности, сыгранной на медленном метре. Его структура написана так, чтобы сопровождать четыре поэтических строфы, где первые два стиха каждой строфы служат рефреном на протяжении всей песни.

## В популярной культуре
Песня была использована в фильме «Жить» 1952 года Акиры Куросавы.
В 1 серии аниме-сериала Inuyashiki главный герой Итиро Инуясики напевал данную песню, когда сидел на качелях на детской площадке.
Она звучит в ходе завершающей заставки в аниме Woodpecker Detective’s Office в исполнении NOW ON AIR.